# Erysimum pusillum
Erysimum pusillum là một loài thực vật có hoa trong họ Cải. Loài này được Bory & Chaub. mô tả khoa học đầu tiên năm 1832.